# Andrey Sankovich
Andrey Grigoryevich Sankovich (en russe, Санкович Андрей Григорьевич, né le 15 juillet 1965) est un athlète biélorusse, spécialiste du saut en hauteur.
Son record personnel, également record national, est de 2,34 m obtenu à Homiel le 14 mai 1993.